# Fosston
Fosston ist eine Kleinstadt (mit dem Status „City“) im Polk County im US-amerikanischen Bundesstaat Minnesota. Das U.S. Census Bureau hat bei der Volkszählung 2020 eine Einwohnerzahl von 1.434 ermittelt.
Fosston ist Bestandteil der Metropolregion Greater Grand Forks.

## Geografie
Fosston liegt im Nordwesten Minnesotas inmitten einer seenreichen Landschaft. Die geografischen Koordinaten von Fosston sind 47°34′41″ nördlicher Breite und 95°44′56″ westlicher Länge. Die Stadt erstreckt sich über eine Fläche von 4,43 km².
Benachbarte Orte von Fosston sind Trail (27,1 km nördlich), Gully (30,9 km nordnordöstlich), Gonvick (34,3 km nordöstlich), Bagley (28,5 km ostsüdöstlich), Lengby (12,0 km südöstlich), Winger (21,6 km westsüdwestlich) und McIntosh (12,4 km nordwestlich).
Neben Grand Forks in North Dakota (111 km westnordwestlich) sind die nächstgelegenen größeren Städte Fargo in North Dakota (157 km südwestlich), Winnipeg in der kanadischen Provinz Manitoba (303 km nordnordwestlich), Duluth am Oberen See (316 km ostsüdöstlich) und Minneapolis (415 km südöstlich).
Die Grenze zu Kanada befindet sich 175 km nördlich.

## Verkehr
Der U.S. Highway 2 führt in Nordwest-Südost-Richtung als Hauptstraße durch Fosston. Alle weiteren Straßen sind untergeordnete Landstraßen, teils unbefestigte Fahrwege sowie innerörtliche Verbindungsstraßen.
Parallel zum US 2 verläuft eine Eisenbahnstrecke der BNSF Railway, der zweitgrößten Eisenbahngesellschaft des Landes.
Im Nordwesten des Stadtgebiets befindet sich mit dem Fosston Municipal Airport ein kleiner Flugplatz. Die nächsten größeren Flughäfen sind der Grand Forks International Airport (125 km westnordwestlich), der Hector International Airport in Fargo (159 km südwestlich), der Winnipeg James Armstrong Richardson International Airport (311 km nordnordwestlich) und der Minneapolis-Saint Paul International Airport (439 km südöstlich).

## Demografische Daten
Nach der Volkszählung im Jahr 2010 lebten in Fosston 1527 Menschen in 670 Haushalten. Die Bevölkerungsdichte betrug 344,7 Einwohner pro Quadratkilometer. In den 670 Haushalten lebten statistisch je 2,14 Personen.
Ethnisch betrachtet setzte sich die Bevölkerung zusammen aus 94,0 Prozent Weißen, 2,9 Prozent amerikanischen Ureinwohnern sowie 0,4 Prozent Asiaten; 2,8 Prozent stammten von zwei oder mehr Ethnien ab. Unabhängig von der ethnischen Zugehörigkeit waren 2,2 Prozent der Bevölkerung spanischer oder lateinamerikanischer Abstammung.
25,5 Prozent der Bevölkerung waren unter 18 Jahre alt, 48,5 Prozent waren zwischen 18 und 64 und 26,0 Prozent waren 65 Jahre oder älter. 53,1 Prozent der Bevölkerung war weiblich.
Das mittlere jährliche Einkommen eines Haushalts lag bei 32.857 USD. Das Pro-Kopf-Einkommen betrug 21.676 USD. 19,3 Prozent der Einwohner lebten unterhalb der Armutsgrenze.